# José Ricardo Jiménez
José Ricardo Jiménez (* 2. November 1995) ist ein mexikanischer Leichtathlet, der sich auf die 400-Meter-Distanz spezialisiert hat.

## Sportliche Laufbahn
Erste internationale Erfahrungen sammelte José Ricardo Jiménez im Jahr 2012 bei den CACAC-U18-Meisterschaften in San Salvador, bei denen er im 800-Meter-Lauf in 1:52,40 min die Goldmedaille gewann. Anschließend nahm er über 400 Meter an den Juniorenweltmeisterschaften in Barcelona teil, schied dort aber mit 48,03 s in der ersten Runde aus. Zwei Jahre später gewann er bei den CAC-Juniorenmeisterschaften in Morelia in 1:50,46 min die Silbermedaille über 800 Meter, belegte über 400 Meter in 47,86 s den sechsten Platz und erreichte mit der mexikanischen 4-mal-400-Meter-Staffel in 3:16,89 min Rang fünf. 2019 nahm er mit der Staffel an der Sommer-Universiade in Neapel teil und siegte dort in 3:02,89 min.

## Persönliche Bestleistungen
- 400 Meter: 47,67 s, 19. März 2016 in Mexiko-Stadt
- 800 Meter: 1:50,46 min, 4. Juli 2014 in Morelia